# Вогульское княжество
Вогу́льское кня́жество — объединение народа манси (вогулы, вогуличи, меньдси, моансь). Существовало с середины XV до конца XVI века, когда территории современной Югры были присоединены к России. Селения Вогульского княжества были на сибирских реках Пелым, Сосьва, Лозьва и других.
Вогульское княжество входило вместе с Кондинским княжеством на реке Конда и княжеством Табары на реке Тавда в Пелымское государство. Во главе стояла родовая аристократия.